# Michael H. Gelting
Michael H. Gelting (født 13. juli 1951 i København) er en dansk historiker og arkivar der særligt beskæftiget sig med dansk højmiddelalder og den sorte døds betydning for samfundet.
Michael Gelting er søn af nationaløkonomen Jørgen Gelting.
Michael Gelting blev 1979 mag.art. i historie fra Aarhus Universitet og var februar-august 1980 ansat ved Rigsarkivet som forskningsassistent og fra december 1980 arkivar samme sted (siden 1997 seniorforsker). 1997-2001 havde han orlov fra Rigsarkivet og var lektorvikar ved Institut for Historie ved Københavns Universitet. Medlem af Selskabet for Udgivelse af Kilder til Dansk Historie.
Fra 1. august 2007 ekstern professor i ældre nordisk historie ved University of Aberdeen og blev 20. oktober 2007 udnævnt til fil.dr. h.c. ved Göteborgs Universitet.

## Udvalgt bibliografi
- "Europæisk feudalisme og dansk 1100-1200-tal" i Poul Enemark, Per Ingesman og Jens Villiam Jensen (red.): Kongemagt og samfund i middelalderen. Festskrift til Erik Ulsig på 60-årsdagen 13. februar 1988, Arusia:Århus 1988 ISBN 87-88032-12-4, s. 3-17
- "Jydske Lov i de europæiske feudalsamfund" i Ole Fenger og Chr. R. Jansen (red.): Jydske Lov 750 år, Viborg 1991 ISBN 87-89039-10-6, s. 26-36
- "Det komparative perspektiv i dansk højmiddelalderforskning: Om Familia og familie, Lið, Leding og Landeværn" i Historisk Tidsskrift 99 (1999), s.146-188

## Ekstern henvisning
- Michael H. Gelting Arkiveret 27. maj 2015 hos  Wayback Machine – information fra Rigsarkivet